# 西和田車站

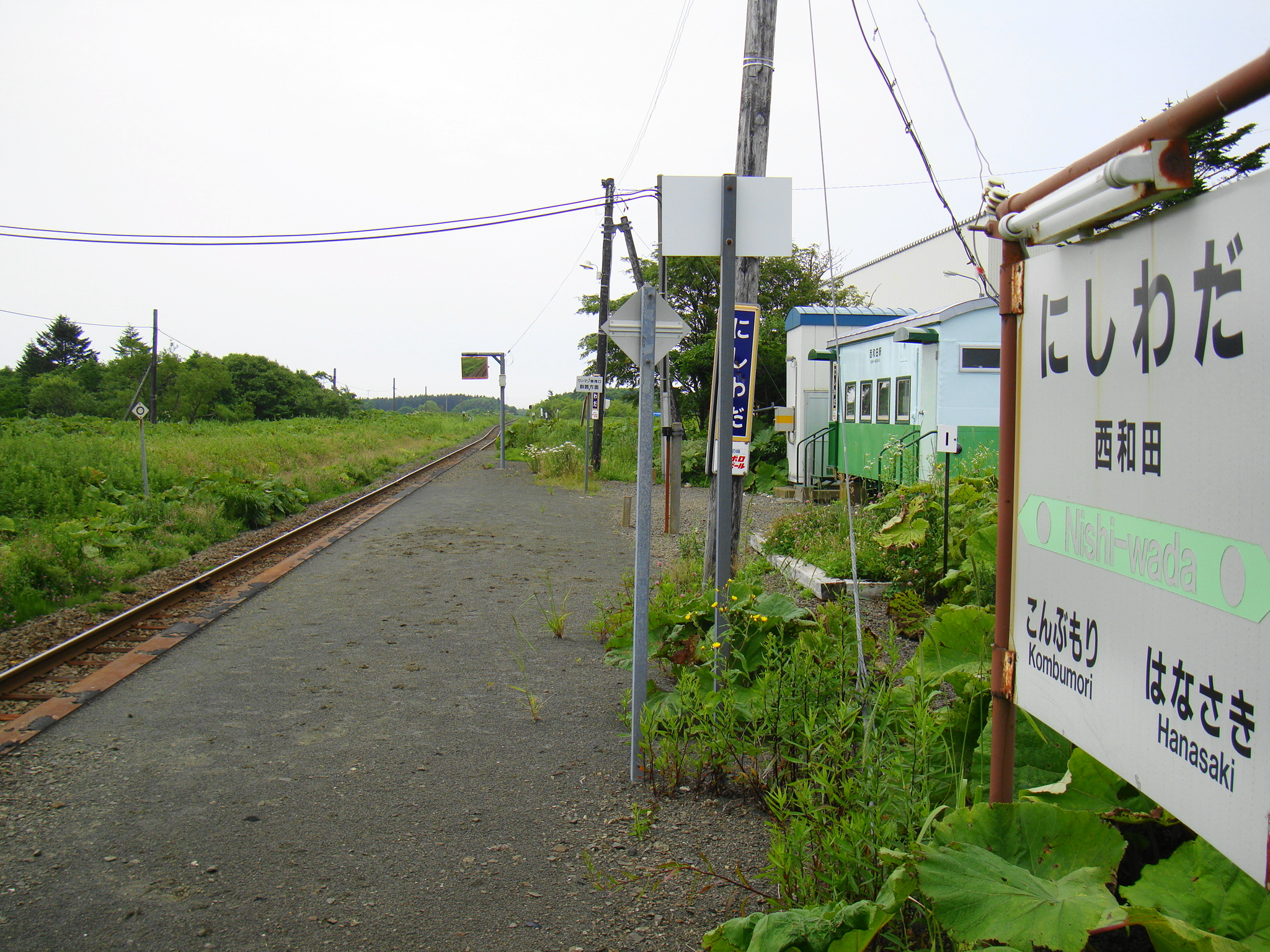
車站月台

西和田車站（日语：／ Nishi-wada eki */?）是位於北海道的北海道旅客鐵道（JR北海道）根室本線（花咲線）的鐵路車站。電報略號為ニシ。
車站名稱來自1886年，從福井縣、石川縣、新潟縣、山形縣及鳥取縣而來的200戶士族及第二大隊第一中隊屯田兵到達此地進行開發，並以當時的大隊長，和田正苗的姓氏來命名此地（和田村）。其中，一中隊定居於村內的東部（「東和田」），兩中隊定居在村內的西部（「西和田」）。而車站由於位於西部，因此名為「西和田車站」。

## 歷史
- 1920年11月10日：以國有鐵道車站開始營業。為一般車站。
- 1921年8月6日：路線延伸至西和田～根室並開始營業。
- 1974年10月1日：廢除貨物處理。
- 1984年：

- 2月1日：廢除行李處理。
- 3月1日：車站無人化。

- 1987年4月1日：國鐵分割民營化後，由JR北海道繼承。

## 構造
西和田車站為1面1線、側式月台的地面車站，並設有交換列車的設備。等候室是由車長列車改建而成。為無人車站。

## 周邊
- 北海道道142號根室濱中釧路線
- 北海道道780號花咲港溫根沼線
- 和田簡易郵政局
- 屯田紀念館
- 根室市立和田小學

## 相鄰車站
北海道旅客鐵道（JR北海道）
根室本線（花咲線）
快速「花咲」（往釧路）、快速「納沙布」、普通（下行的一部分列車）
通過
快速「花咲」（往根室）、普通
落石－（※）昆布盛－西和田－根室
（※）上行普通列車的一部分通過昆布盛站。

## 外部連結
- JR北海道 – 西和田車站（页面存档备份，存于）（日語）
- 西和田車站 （页面存档备份，存于）（日語）
- 全驛參觀之旅 （页面存档备份，存于）（日語）